# José María Callejón
José Callejón, teljes nevén José María Callejón Bueno (Motril, Spanyolország, 1987. február 11. –) spanyol válogatott labdarúgó, a Granada játékosa.

## Klubkarrier

### Real Madrid
2007 májusában mutatkozott be a Real Madrid utánpótlás csapatában, 4 mérkőzést játszott a spanyol másodosztályban, gólt nem szerzett.
A 2007–08-as szezonban 36 mérkőzésen 21 gólt szerzett, amivel csapata gólkirálya lett.

### Espanyol
A szezon végével elhagyta a Real Madridot (ikertestvérével együtt), és 4 évre írt alá az Espanyol csapatához. 2008. szeptember 20-án debütált a bajnokságban, csereként, az 1–1-re végződő mérkőzésen a Getafe ellen.
2009. március 15-én szerezte első gólját az Espanyolban a Mallorca ellen, ami végül 3–3-ra végződött.
2011. január 15-én két gólt szerzett a Sevilla ellen idegenben, majd csapata 2–1-re megnyerte a mérkőzést. Ebben a szezonban csupán egyetlen bajnoki mérkőzést hagyott ki. 37 mérkőzésen 6 gólt szerzett.

### Visszatérés a Real Madridba
2011. május 23-án visszatért a Real Madridhoz, ahol egy 5 éves szerződést írt alá. Mintegy 5 és fél millió euróért váltott klubot. Július 16-án játszott először a Los Angeles Galaxy ellen felkészülési mérkőzésen, és rögtön gólt is szerzett a 30. percben.
2011. október 2-án szerezte első hivatalos gólját a Real Madridban, éppen az Espanyol ellen, ahonnan nyáron igazolt a királyi gárdához. Cristiano Ronaldo adta neki a gólpasszt, gólját azonban nem ünnepelte, tiszteletben tartva az Espanyolt és szurkolóit.

### Granada
2022. július 25-én jelentették be, hogy egy plusz egy évre írt alá a Granada csapatához.

## Válogatott karrier
2008. március 25-én mutatkozott be a Spanyol U21-es csapatban Kazahsztán ellen, a 2009-es U21-es Európa-bajnoki selejtezőn. A 46. percben váltotta Bojan Krkićt, majd 15 perccel később gólt is szerzett az 5–0-ra megnyert találkozón.

## Karrierje statisztikái
2019. május 25. szerint.
| Klub             | Szezon           | Bajnokság       | Bajnokság | Kupa            | Kupa  | Európai         | Európai | összesen        | összesen |
| Klub             | Szezon           | Pályára lépések | Gólok     | Pályára lépések | Gólok | Pályára lépések | Gólok   | Pályára lépések | Gólok    |
| ---------------- | ---------------- | --------------- | --------- | --------------- | ----- | --------------- | ------- | --------------- | -------- |
| Real Madrid B    | 2006–2007        | 4               | 0         | —               | —     | —               | —       | 4               | 0        |
| Real Madrid B    | 2007–2008        | 37              | 21        | —               | —     | —               | —       | 37              | 21       |
| Real Madrid B    | összesen         | 41              | 21        | —               | —     | —               | —       | 41              | 21       |
| Espanyol         | 2008–2009        | 24              | 2         | 6               | 2     | —               | —       | 30              | 4        |
| Espanyol         | 2009–2010        | 36              | 2         | 1               | 0     | —               | —       | 37              | 2        |
| Espanyol         | 2010–2011        | 37              | 6         | 2               | 0     | —               | —       | 39              | 6        |
| Espanyol         | összesen         | 97              | 10        | 9               | 2     | —               | —       | 106             | 12       |
| Real Madrid      | 2011–2012        | 25              | 5         | 6               | 3     | 5               | 5       | 36              | 13       |
| Real Madrid      | 2012–2013        | 30              | 3         | 7               | 2     | 4               | 2       | 41              | 7        |
| Real Madrid      | összesen         | 55              | 8         | 13              | 5     | 9               | 7       | 77              | 20       |
| Napoli           | 2013–2014        | 37              | 15        | 5               | 3     | 10              | 2       | 52              | 20       |
| Napoli           | 2014–2015        | 38              | 11        | 5               | 0     | 16              | 1       | 59              | 12       |
| Napoli           | 2015–2016        | 38              | 7         | 2               | 1     | 7               | 5       | 47              | 13       |
| Napoli           | 2016–2017        | 37              | 14        | 4               | 2     | 8               | 1       | 49              | 17       |
| Napoli           | 2017–2018        | 38              | 10        | 2               | 0     | 10              | 2       | 50              | 12       |
| Napoli           | 2018–2019        | 34              | 3         | 2               | 0     | 11              | 1       | 47              | 4        |
| Napoli           | összesen         | 218             | 60        | 20              | 6     | 62              | 12      | 304             | 78       |
| Karrier összesen | Karrier összesen | 411             | 99        | 42              | 13    | 71              | 19      | 524             | 131      |

### A válogatottban
2017. november 14-én lett frissítve.
| Csapat        | Év       | Pályára lépések | Gólok |
| ------------- | -------- | --------------- | ----- |
| Spanyolország |          |                 |       |
| 2014          | 2        | 0               |       |
| 2015          | 0        | 0               |       |
| 2016          | 1        | 0               |       |
| 2017          | 2        | 0               |       |
| Összesen      | Összesen | 5               | 0     |

## Magánélet
Van egy ikertestvére, Juanmi, aki szintén profi labdarúgó.

## Elismerések

### Klub
- Real Madrid:
  - Spanyol bajnokság: 2011–12
  - Spanyol szuperkupa: 2012

### Egyéni
- Segunda División B gólkirálya: 2007–08

### Fordítás
Ez a szócikk részben vagy egészben  a   José María Callejón című angol Wikipédia-szócikk ezen változatának fordításán alapul.  Az eredeti cikk szerkesztőit annak laptörténete sorolja fel. Ez a jelzés csupán a megfogalmazás eredetét és a szerzői jogokat jelzi, nem szolgál a cikkben szereplő információk forrásmegjelöléseként.